# Los dos nobles caballeros
Los dos nobles caballeros (en inglés, The Two Noble Kinsmen, 1613) fue escrita de forma conjunta por John Fletcher y William Shakespeare, y registrada in quarto hacia 1637. 
La obra no se incluyó en el First Folio, por lo que muchos lectores cuestionan la autoría del dramaturgo sobre la misma. Por otro lado, y en vista de las vicisitudes que presentan muchas de las producciones shakespearianas, hay quienes sostienen que la mitad de ellas se ajustarían más al perfil y al estilo del primero.

## Argumento
La obra es una tragicomedia romántica basada en El cuento del caballero, de Geoffrey Chaucer, con la inclusión de una trama alternativa que complementa a la acción principal. 
Palamon y Arcite, primos y mejores amigos, son capturados por los atenienses tras la derrota de su ciudad, Tebas. Desde la ventana del calabozo ven a la princesa Emilia, y dado que ambos se enamoran de ella, su amistad se pierde y surge una gran rivalidad. Cuando Arcite es puesto en libertad se le prohíbe el regreso a Atenas , pero él desatiende a tal demanada y vuelve en busca de Emilia, de quien es nombrado su asesor. 
Mientras tanto, la hija del carcelero cae perdidamente enamorada de Palamon y lo ayuda a escapar, con lo cual se topa de nuevo con Arcite. Para poner fin a su competencia por Emilia, deciden luchar en un torneo público. La hija del carcelero, traicionada, se enfurece, pero su primer amor la convence de que él es Palamon. 
Previo al torneo, Arcite le pide a los dioses que le dejen ganar la batalla; Palamon, por su parte, que pueda casarse con Emilia; y esta última, que quien se case con ella sea de los dos el que más la quiere. Cada súplica es concedida: Arcite gana el combate pero se cae del caballo y muere, dejando a Palamon comprometido con Emilia.

## Fecha y ediciones
Aunque la primera producción de la obra parece ser del año 1613, no se editó hasta 1634. La segunda edición forma parte de una colección de las obras para el teatro de John Fletcher y Francis Beaumont y data del año 1679.
En septiembre de 2020, diversos medios internacionales informaron que un profesor de la Universidad de Barcelona, John Stone, había descubierto un ejemplar de la edición de 1634 a la biblioteca del Royal Scots College de Salamanca, incorporado a la colección de la antigua sede de seminario en Madrid hacia el 1640. Así, Los dos nobles caballeros es el primer texto de Shakespeare en circular a España.